# Mirsa Dawud Gusejnow

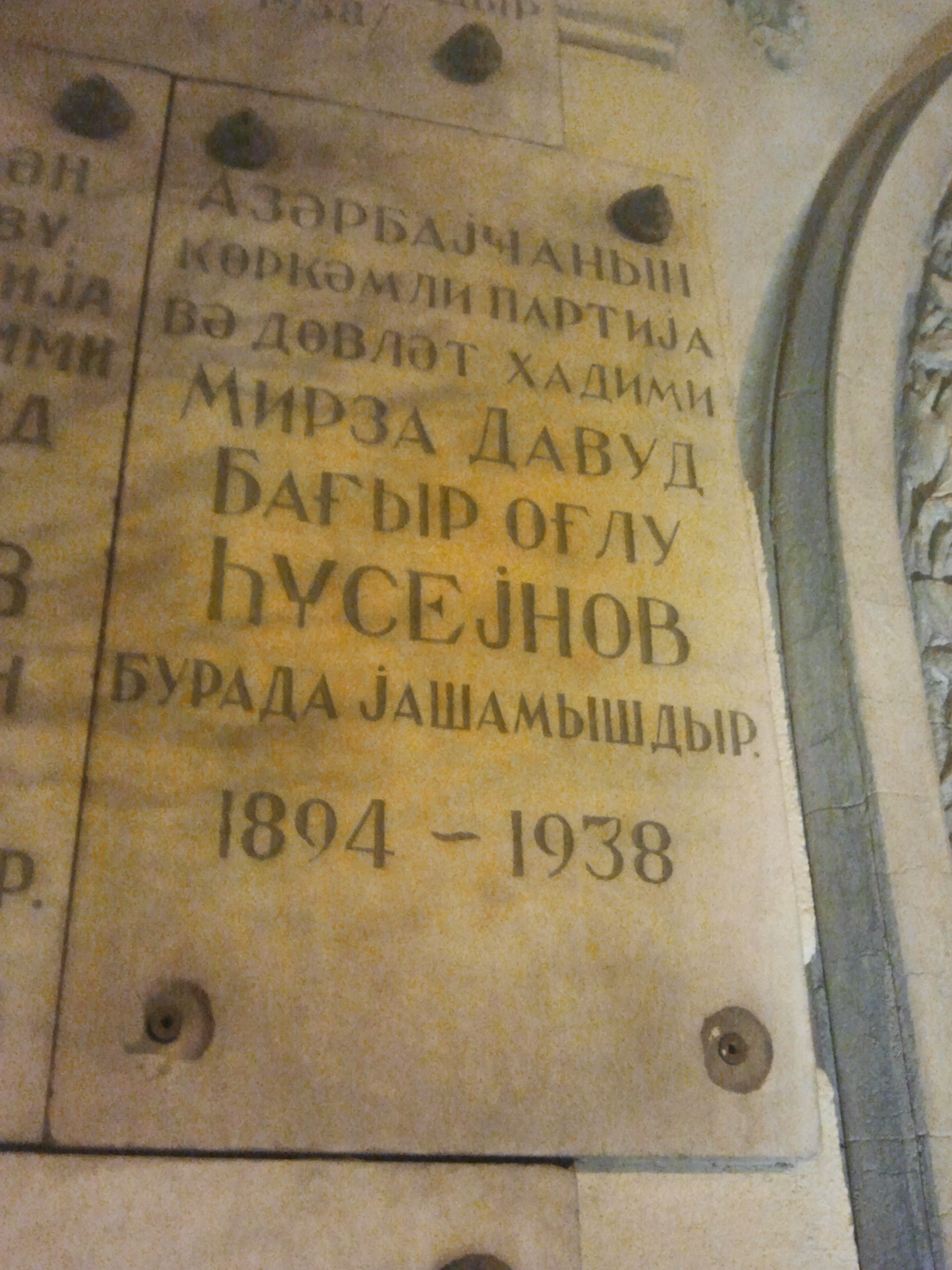
Gedenktafel auf dem Gebäude, in dem Mirsa Dawud Gusejnow in Baku lebte

Mirsa Dawud Bagir ogly Gusejnow (russisch Мирза Давуд Гусейнов; aserbaidschanisch Mirzə Davud Hüseynov; * März 1894 in Baku; † 21. März 1938) war ein aserbaidschanisch-sowjetischer Politiker. 1920 war er Erster Sekretär der Kommunistischen Partei in der neuentstandenen Aserbaidschanischen SSR, von 1930 bis 1933 bekleidete er dieses Amt in der Tadschikischen SSR.

## Leben
Gusejnow wurde 1894 in Baku geboren, damals Teil des Russischen Reichs. 1913 zog er nach Moskau und studierte dort am „Kommerziellen Institut“. Dort erlebte er die russische Revolution und trat 1918 der Kommunistischen Partei der Sowjetunion bei. Er kehrte schließlich in seine Heimat im Kaukasus zurück und unterstützt dort aktiv die Bolschewiki bei der Machtübernahme in der damaligen Demokratischen Republik Aserbaidschan, die nach nur drei Jahren der Unabhängigkeit 1920 wieder von Sowjetrussland annektiert wurde.
Noch im selben Jahr wurde Mirsa Dawud Gusejnow zum Ersten Sekretär der Kommunistischen Partei in der neuen Aserbaidschanischen Sozialistischen Sowjetrepublik ernannt – de facto war er damit Regierungschef im sowjetischen Aserbaidschan. In dieser Position verblieb er aber nur einige Monate und war anschließend als Volkskommissar tätig. 1930 bis 1933 war Gusejnow dann Erster Sekretär der KP in der tadschikischen Sowjetrepublik, bevor er 1933 ins Volkskommissariat für Bildungswesen wechselte.
1937 wurde er – wie viele Kommunisten der ersten Stunde – im Zuge des Stalinistischen Großen Terrors aus allen Ämtern entlassen und verhaftet. 1938 wurde er hingerichtet, 1958 dann jedoch posthum rehabilitiert.